# Junee Railway Station
Junee Railway Station (tidigare Junee Junction Railway Station) är en järnvägsstation belägen i orten Junee i New South Wales i Australien. Stationen ligger vid banan mellan delstatshuvudstäderna Sydney och Melbourne, och har sedan 1881 varit knutpunkt för banan mot Hay. Persontågstrafiken vid stationen körs av NSW Trainlink. Stationen invigdes den 6 juli 1878, och efter en allvarlig brand i januari 1882 beslutades det att uppföra en ny stationsbyggnad. Den nya byggnaden, ritad av John Whitton, har varit med på delstatens kulturskyddsregister sedan 1999. Från stationens invigning 1878 fram till juli 1888 tjänade järnvägsstationen även som ortens postkontor.
Under 1800-talet och 1900-talets första hälft växte järnvägsanläggningen i Junee. Restaurang- och hotellokalerna vid stationen, som kallades Junee Railway Refreshment Rooms, utökades 1892 och nya byggnader uppfördes fram till 1960-talet. På 1940-talet uppfördes lokstallet Junee Roundhouse med 42 spår för ånglok. Som dieseldrift i området blev mer omfattande efter 1950-talets början anpassades lokstallet efter dessa behov. Från och med 1980-talet började Junee att tappa sin järnvägsmässiga betydelse, hotellavdelningen vid stationen stängdes och på 1990-talet lades såväl restaurangavdelningen som lokstallet ned.
Efter lokstallets nedläggning etablerade en museiförening ett järnvägsmuseum i en hälft av lokstallet medan en mindre tågoperatör brukade lokstallets andra hälft som verkstad. Själva stationen, och det intilliggande torgområdet, har blivit en sevärdhet och bangården används av flera järnvägsoperatörer.

## Historia

### Junees första station (1878–1882)

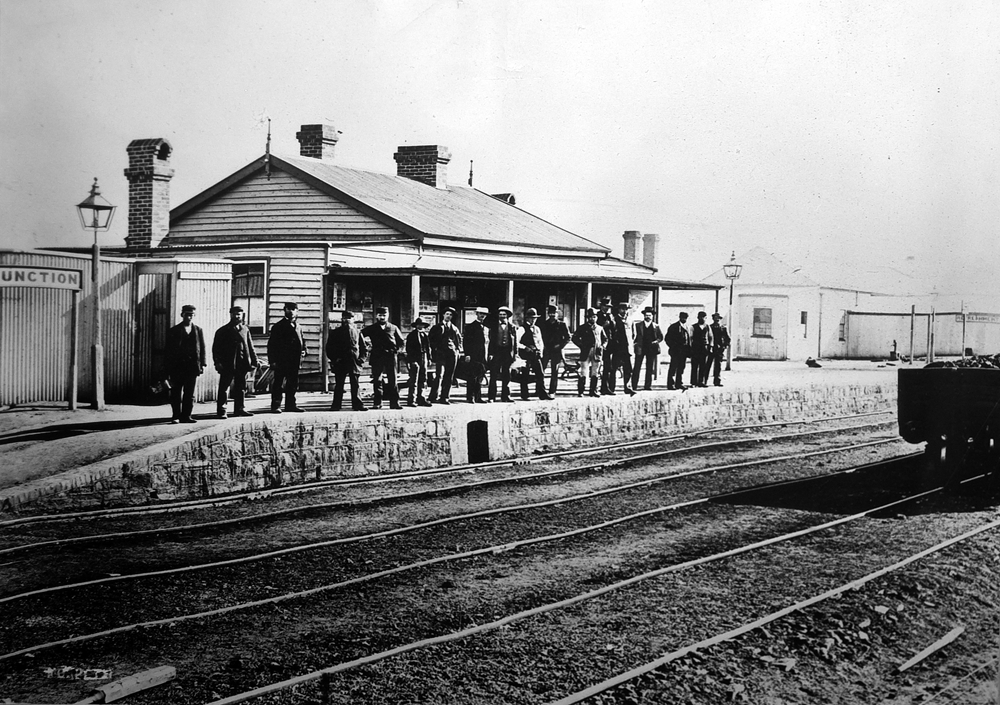
Junee Junction Railway Station cirka 1881.

New South Wales första järnväg för passagerare invigdes i Sydney i september 1855 och 14 år senare hade järnvägen nått till Goulburn, 214 kilometer från Sydney. Ett förslag för banans förlängning mot Albury kom redan i juli 1869 från New South Wales chefsjärnvägsingenjör John Whitton då han konstaterade att det skulle ta uppemot fem år att bygga en bana mellan Goulburn och Albury. 1873 hade regeringen i New South Wales uppskattat kostnaden av banan mellan Goulburn och Wagga Wagga till 1 131 000 australiska pund. Ett avtal om att bygga en järnväg mellan Cootamundra och Wagga Wagga, ett avstånd på 83 kilometer, skrevs med  Messrs. A. and R. Amos and Co. i september 1874, med färdigställandedatumet bestämt till i december 1876. Banan mellan Bethungra och Junee, som då låg 467 kilometer från Sydneys centralstation, invigdes den 6 juni 1878.
Tidigt på morgonen den 6 juni 1878 avgick ett specialtåg från Sydneys centralstation med bland andra New South Wales infrastrukturminister John Sutherland ombord. Tåget stannade vid Binalong, där frukost lagades åt passagerarna, och i Cootamundra, där justitieministern Joseph Leary steg på, innan tåget ankom till Junee klockan ett på eftermiddagen. På stationen hölls en ceremoni och stationen invigdes tillsammans med banan mellan Bethungra och Junee. Efter ceremonin fortsatte tåget, som efter Junee drogs av banbyggarens ånglok Gang Forward, mot North Wagga Wagga där gästerna bytte till diligenser för att fortsätta resan till Wagga Wagga. I Wagga Wagga var gästerna inbjudna till en fest anordnad av en präst i orten för att fira järnvägsinvigningen.
När stationen öppnades var den försedd med en stationsbyggnad av furu som hade uppförts av William Sharp 1878. Stationsbyggnaden innehöll dam- och herrtoaletter, en damväntsal, en allmän väntsal, ett biljettkontor och ett paketkontor. Junee Railway Station försågs med två plattformar och en bangård anpassad efter behovet att lasta nötkreatur, får och ull. Nära stationen fanns det även ett hus för stinsen. Den 3 september 1878, knappt två månader efter att stationen invigts, invigdes banan från Junee till North Wagga Wagga.
I juni 1880 ändrades ett avtal mellan järnvägsmyndigheten och John Castner, så att han fick tillstånd att bygga en restaurang vid stationen i Junee. En tillfällig byggnad med 16 lokaler uppfördes på tre veckor i augusti samma år, och invigdes den 1 september. Den 28 februari 1881 blev Junee Railway Station en järnvägsknut när den första delen av banan Hay Branch, sträckan mellan Junee och Narrandera, invigdes. Samma dag som Hay Branchs första sträcka invigdes bytte Junee Railway Station namn till Junee Junction Railway Station; ett namn som inte byttes igen förrän 1940. För att underhålla lok hade det uppförts ett lokstall med mått på 156 × 54 fot (cirka 47,5 × 16,5 meter) rymmande nio tenderlok, och en vändskiva på 50 fot (15,24 meter) var också i bruk.

### En ny station (1882–1889)
| Inredningen i Junee Railway Refreshment Rooms. Till vänster syns en salong och till höger ett hotellrum. |  | Inredningen i Junee Railway Refreshment Rooms. Till vänster syns en salong och till höger ett hotellrum. |
| Inredningen i Junee Railway Refreshment Rooms. Till vänster syns en salong och till höger ett hotellrum. |  | |

Den 26 januari 1882 härjades stationens träbyggnad av en brand. Bara några dagar efter branden hade stinsen fått ett nytt kontor och kort därefter uppfördes även fyra kontor för andra järnvägsanställda. Efter branden skrevs ett avtal med Justin McSweeney att bygga en ny stationsbyggnad ritad av järnvägsingenjören John Whitton. Den stil Whitton ritade stationshuset i har kallats för såväl fransk renässansstil som friklassisk stil. Ungefär samtidigt som avtalet skrevs att bygga en ny stationsbyggnad skrevs ett annat avtal med Messrs L. Le Breton and T. Donohue att bygga Junee Railway Refreshment Rooms (Junee RRR), även denna ritad av John Whitton i samma stil som stationsbyggnaden. Junee RRR är en tvåvånings byggnad som ursprungligen använts som restaurang och järnvägshotell, kort efter invigning uppgavs den offentliga matsalens storlek som 70 × 40 fot (cirka 21,3 × 12,2 meter) medan barlokalen var 30 × 24 fot (cirka 9,1 × 7,3 meter). Anläggningen var ett av delstatens två första järnvägshotell.
Den 5 mars 1885 kördes ett specialtåg från Sydney till Junee i syfte att inviga Junees nya station. Tåget hade flera gäster ombord, bland dem J. P. Abbott, som var New South Wales gruvminister, och J. Norton, som var postmästare i New South Wales. Tåget ankom till Junee klockan halv elva på morgonen efter att ha försenats en timme i Mittagong, då tågets lok gick sönder och behövde bytas. På stationen i Junee väntade ytterligare invigningsgäster, bland dem Wagga Waggas borgmästare (vid tiden var Junee inte en kommun och hade således inte en borgmästare). Efter en besiktningstur i orten hölls en fest i Junee Railway Refreshment Rooms för att fira invigningen av såväl den nya stationsbyggnaden som Junee RRR.
Såväl stationsbyggnaden som Junee Railway Refreshment Rooms uppfördes i murtegel, på en perrong som också uppfördes i murtegel. Den nya stationsbyggnaden innehöll en damväntsal, damtoaletter, en allmän väntsal och ett flertal kontor för stinsen och andra järnvägsanställda medan herrtoaletterna, tillsammans med ett telegraf- och postkontor, var i en enskild byggnad. På Junee Railway Refreshment Rooms lägre plan fanns en stor matsal och en barlokal, tillsammans med andra rum som används vid matlagning. På det övre planet fanns det en privat matsal, 17 hotellrum och även ett antal bostäder.
I och med att Junee blev järnvägsknut ökade Junees betydelse för järnvägstrafiken och samtidigt som den nya stationsbyggnaden uppfördes kom även bangården att utbyggas. 1883–1885 försågs bangården med en godsbyggnad, en lyftkran och en vändskiva och det tillkom även fyra nya hus för järnvägsanställda att bo i. Den 2 juni 1882 skrev John Louis Castner ett avtal med New South Wales Government Railways att producera gas åt järnvägsbolaget. Under 1800-talet användes gas för belysning i personvagnar och på järnvägsstationer och även i andra järnvägsbyggnader. I syftet att producera gas åt New South Wales Government Railways uppförde Castner cirka 1883 ett gasverk i Junee direkt intill järnvägsstationen. Gasverket i Junee producerade gas för stations- och personvagnsbelysning och byggdes ut när järnvägstrafiken i Junee ökade. Vid 1887 hade det byggts en mittperrong i Junee och antalet plattformspår hade ökats till fyra.
I november 1887 uppgraderades järnvägsknuten och två signalställverk togs i bruk för att reglera tågrörelser vid Junee. Varje ställverk rymdes i varsin byggnad. De två byggnaderna ritades i en stil för ställverksbyggnader som först användes 1883. Den norra byggnaden, Junee Junction North, uppfördes i trä. Den södra byggnaden, Junee Junction South, uppfördes dock i murtegel och trä. Variationen med murtegel och trä förekom hos ungefär 24 av de 120 byggnader ritade i stilen.

### Junee blir ännu större (1890–1919)

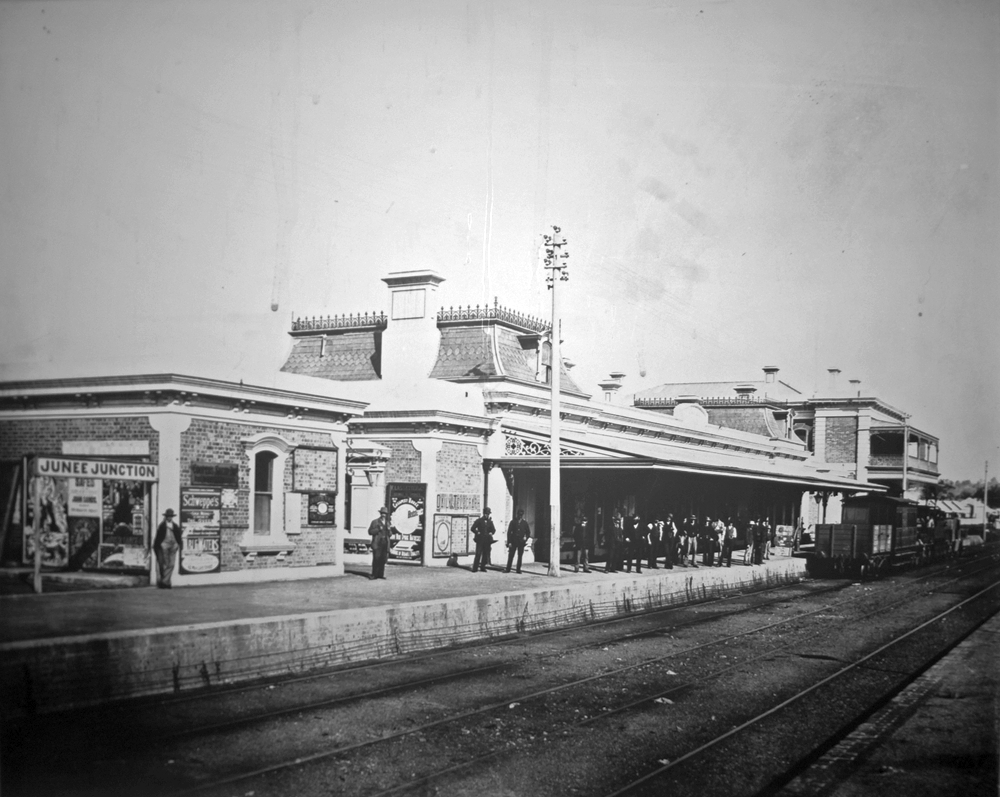
Junee Junction Railway Station sedd från mittperrongen, cirka 1890.

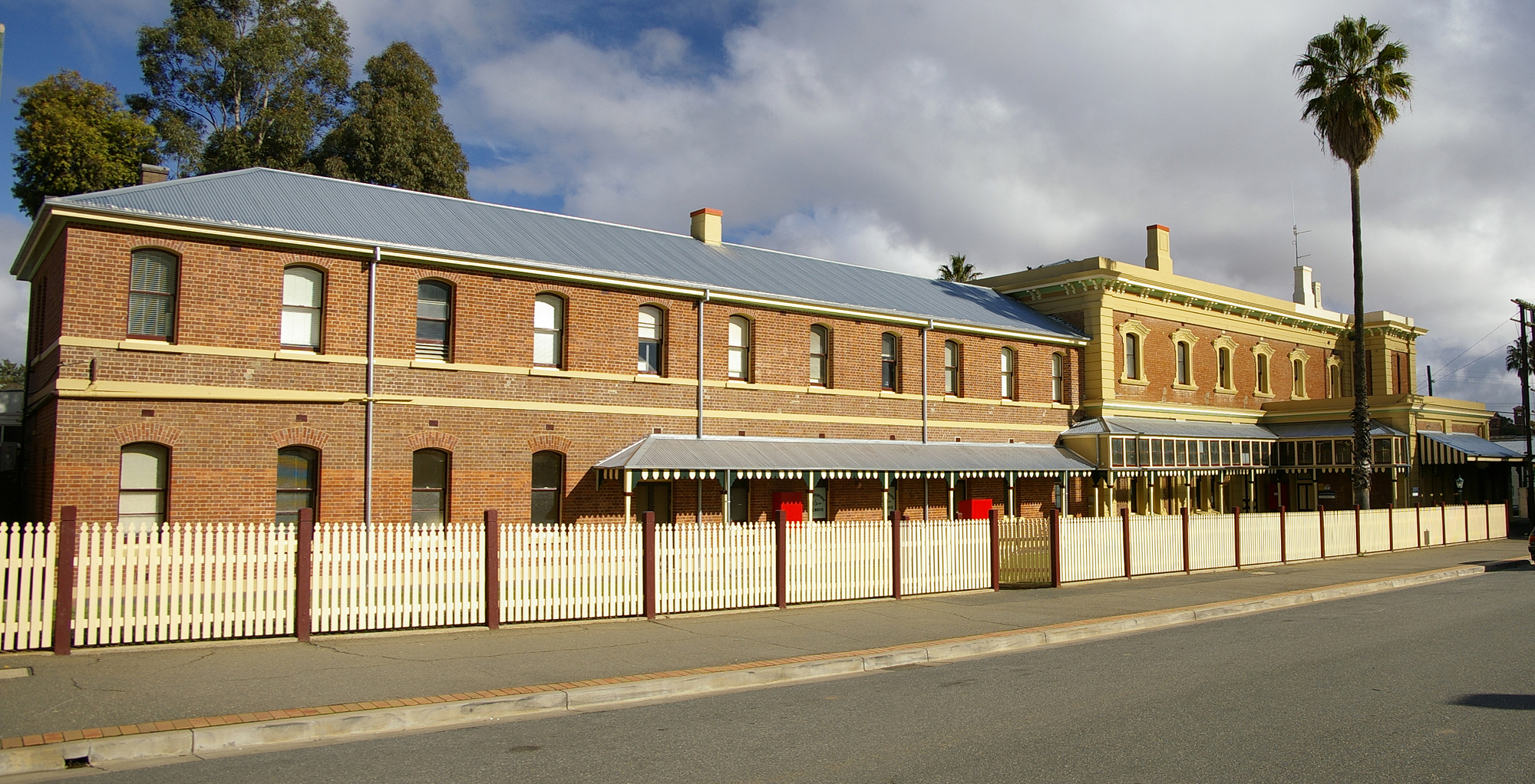
Junee Railway Refreshment Rooms den 25 juni 2009. Till vänster i bild syns flygeln från 1892 och till höger byggnaden från 1885.

I juli 1890 meddelades det att en gångbro mellan huvudperrongen och mittperrongen skulle byggas. Samtidigt meddelades det även att en annan gångbro skulle byggas vid en av ortens plankorsningar; en ny lokstalliknande byggnad där personvagnar kunde ställas upp skulle uppföras och även ytterligare sidospår skulle byggas. Det nya personvagnsstallet togs i bruk 1891.
I juli 1888 flyttades stationens postkontor till det nybyggda posthuset Junee Post Office, ägt av Postmaster General's Department. Posthuset ligger bakom järnvägsstationen. Allteftersom Junee växte blev Junee Railway Refreshment Rooms otillräckligt. I augusti 1891 begärdes därför anbud in för uppförande av en ny tvåvånings flygel som skulle byggas bakom den befintliga byggnaden. Den nya byggnaden, som invigdes 1892, hade 19 hotellrum på det övre planet medan det nedre planet hade gemensamhetsutrymmen. 1897 sammanlänkades huvudbyggnaden och telegraf- och postkontorsbyggnaden, nya kontor byggdes mellan de två husen och stationsverandan förlängdes. Stationen fortsatte att anpassas efter den ökande trafiken och 1906–1908 uppfördes en godsbyggnad vid plattformen och ett nytt telegrafkontor byggdes. Vid ett okänt datum mellan 1908 och 1920 lades det första järnvägsgasverket ned, och butiker uppfördes på platsen under 1920-talet.
I augusti 1914 slutfördes planeringen för ett nytt järnvägsgasverk i Junee. Det nya gasverket skulle byggas intill banan mot Hay och utanför det bebyggda området i Junee, på mark som hade köpts av New South Wales Government Railways, med en gasledning mellan det nya gasverket och stationsområdet. Två nya sidospår som betjänade gasverket togs i bruk juni 1915 och gasverket uppfördes året därpå.
I april 1900 inleddes arbetet att bygga ut verkstaden. Lokstallet förlängdes med 50 fot (15,24 meter) och byggdes ut för att täcka ytterligare två inspektionsgravar. Detta möjliggjorde att ytterligare elva lok kunde underhållas i verkstaden. Utrustningen för att vattna loken rustades upp, nya kontor uppfördes och även säkerheten höjdes då siktförhållandet för växlande lok förbättrades. Under tidiga 1900-talet ökade antalet anställda som arbetade vid stationen och 1917 byggdes nya rum ovanför Junee RRR:s diskrum där järnvägsanställda kunde bo.

### Stora planer (1920–1939)
Under 1920-talet fanns det planer på att bygga ut och bygga om järnvägsinfrastrukturen i Junee. Den första delen av projektet som kom att verkställas var en ombyggnad av bangården 1922. Efter bangårdsombyggnaden lades projektet ned eftersom det inte fanns tillräckligt med pengar för att fortsätta och 1923 meddelade New South Wales chefsjärnvägskommissarie James Fraser att han inte trodde regeringen skulle bevilja New South Wales Government Railway tillräckligt med pengar för att fortsätta med projektet, som var uppskattat att kosta 150 000 australiska pund. I maj 1926 inleddes planerna för att förse hela järnvägsanläggningen i Junee med elektrisk belysning. Ställverket Junee Junction South byggdes ut 1927. Själva byggnaden förlängdes med 15 fot 9 tum (drygt 4,80 meter) och särskild hänsyn togs så att utbyggnaden skulle likna den ursprungliga byggnaden. Ett ställverk med fler reglagen, och som tidigare varit i tjänst vid Petersham, togs i bruk året därpå. Gasverket i Junee lades ned cirka 1935 och vid denna tid hade de allra flesta personvagnar i New South Wales utrustats med elljus.

## Efterkrigstiden

### Junee Roundhouse (1940-talet)

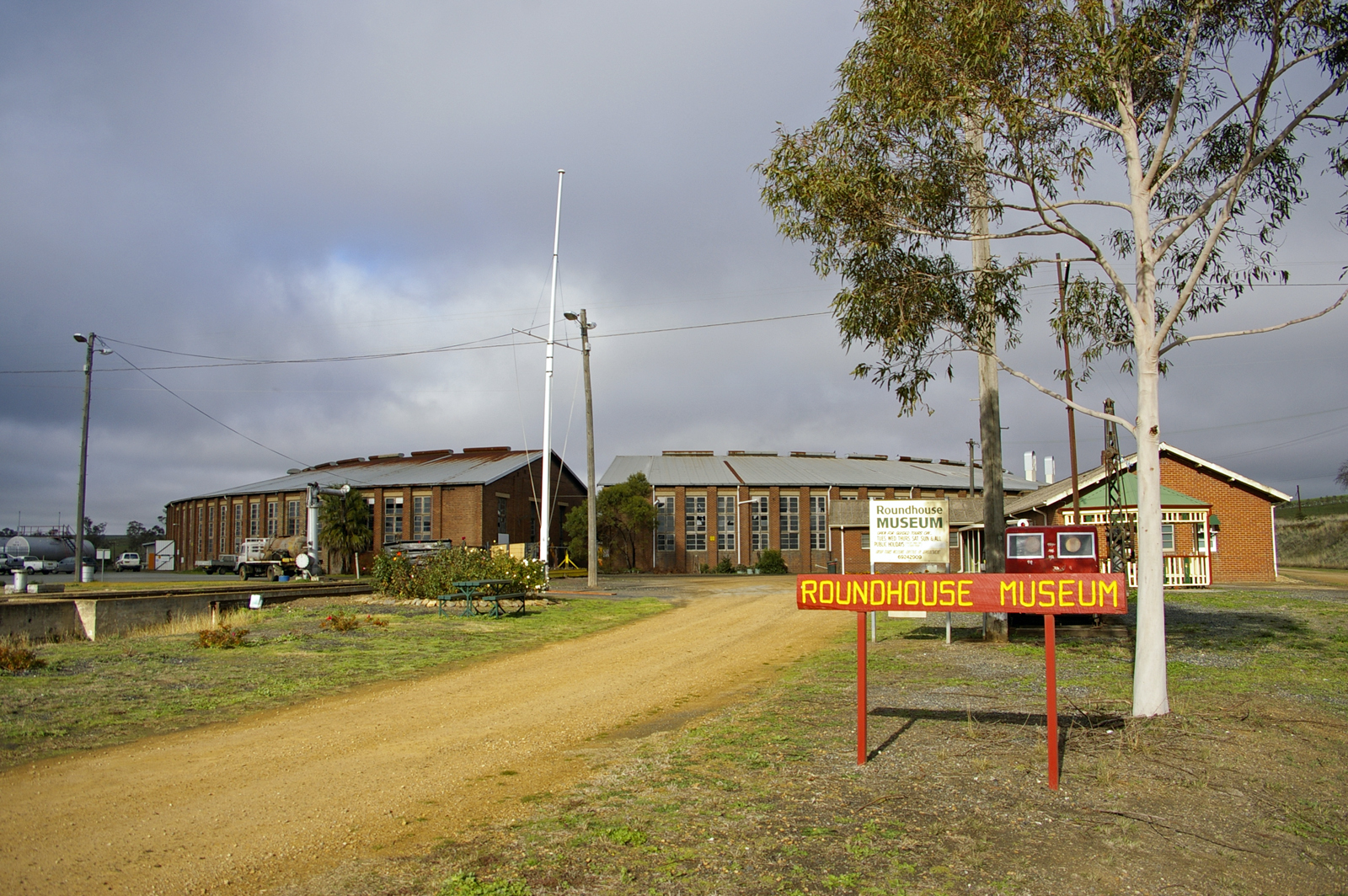
Junee Roundhouse Museum den 26 juni 2009.

På 1940-talet blev Junee delstatens viktigaste järnvägsdepå söder om Goulburn. I april 1940 döptes stationen om till sitt ursprungliga namn, Junee Railway Station, och i november samma år beslutades det att bygga ut banan mellan Cootamundra och Junee till dubbelspår. I samband med utbyggnadprojektet togs beslutet även att bygga ett nytt lokstall, Junee Roundhouse, cirka 1,5 kilometer söder om järnvägsstationen i Junee. Vid invigning påstods det av järnvägsmyndigheten att lokstallet var det största på södra halvklotet.
Junee Roundhouse är ett cirkulärt lokstall som har 42 spår, där lok kunde ställas upp och underhållas, och ytterligare två spår för ankommande och avgående lok. Mitt i Junee Roundhouse finns det en vändskiva på 30,48 meter som körs med el, vilket gör det till den enda i delstaten. Runt vändskivan finns det två lokstallbyggnader: på vändskivans östra sida finns det en byggnad med en längd på 25 meter som rymmer 21 spår och på vändskivans västra sida ryms de andra 21 spåren i en byggnad med en längd på 20,4 meter. Ankomst- och avgångsspåren är belägna mellan de två byggnaderna. Bygget påbörjades 1943 och det nya lokstallet invigdes den 29 september 1947. Junee Roundhouse blev det sista lokstallet i New South Wales att designas efter ångloks behov.
De två signalställverken ersattes mellan 1945 och 1947. Det första att invigas, Junee South, byggdes i samband med utbyggnaden av bangården och det nya lokstallet. Ritningarna godtogs redan 1942 men anläggningen kom inte att invigas förrän december 1945. Junee North invigdes i maj 1947. Båda ställverk var i huvudsak mekaniska, dock med ett antal strömställare och relälogik. Relälogiken var till för att underlätta samstyrning av ett antal signaler och vid North Junee även för att styra avlägsna signaler. De båda byggnaderna ritades i en variant av en stil som lanserats 1935. Beklädningsmaterialet är asbestcementplattor, detta till skillnad från tidigare exemplar där byggnadens lägre våning uppfördes i murtegel.

### Utveckling och anpassning (1950–1979)

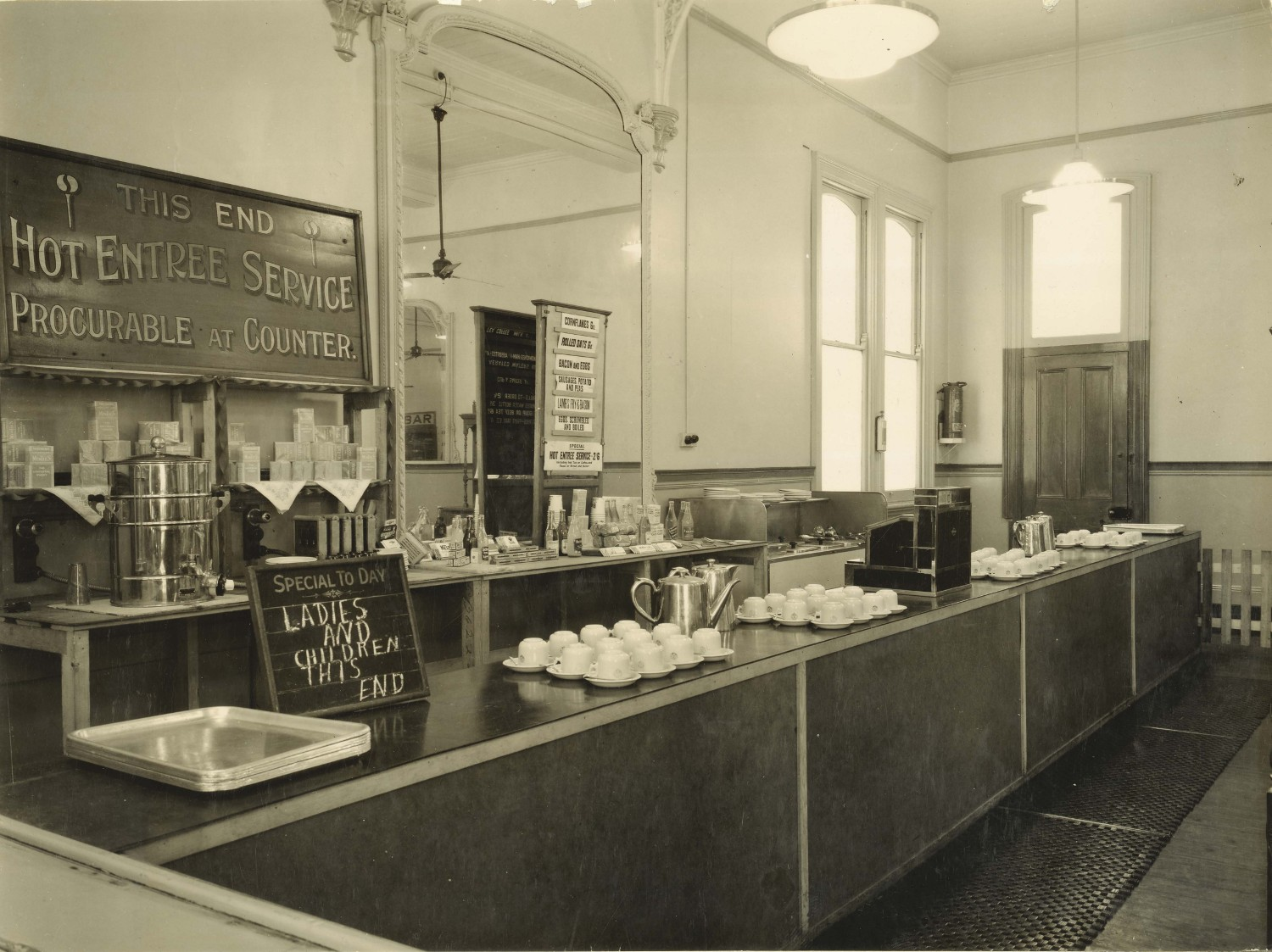
Försäljningsbordet i Junee Railway Refreshment Rooms, april 1950.

Under 1950-talet förbättrades verkstaden och kolningsanläggningen vid Junee Roundhouse. Lokstallet anpassades 1952 efter behoven av diesellok som började att köras i området runt om Junee. Ytterligare förändringar till lokstallet skedde 1972, då alla ånglok i området hade tagits ur drift, dessa för att uteslutande passa dieseldrift.
Sedan 1926 hade järnvägsmyndigheten erbjudit matservering ombord på tåg på ett regelbundet sätt. Under de följande decennierna växte verksamheten, och detta ledde till att Railway Refreshment Rooms började att spela en mindre roll för järnvägen. På 1960-talet märktes detta i Junee då tvättstugan, tjänstebostäderna och några andra mindre anläggningar togs ur bruk. Detta skedde trots att en ny toalettbyggnad invigdes 1964.

### Avveckling och nytt liv (1980–1999)
Under 1980-talet minskade Junees järnvägsmässiga betydelse. Efter 1980 slutade järnvägshotellet att marknadsföras till allmänheten och 1983 stängdes hotellavdelningen för allmänheten. Hotellet fortsatte att användas av järnvägsanställda fram till 1984 när hotellet lades helt ned och ett år senare byggdes hotellet om till kontor för järnvägsanställda. 1985–1986 revs personvagnsstallet och ett flertal järnvägshus; dock bevarades stinshuset.
För att styra den nya fjärrblockeringen mellan Junee och Albury invigdes en trafikledningscentral i stationshuset 14 mars 1984. I lokalen arbetade utöver fjärrtågklareraren även trafikledaren. Förr hade trafikledaren sin arbetsplats i en byggnad intill stationshuset.
Den 30 april 1993 stängdes Junee Railway Refreshment Rooms. Samma år stängdes även Junee Roundhouse, men lokstallet kom två år senare att återanvändas av museiföreningen Regional Heritage Transport Association - Junee Inc. som driver järnvägsmuseet Junee Roundhouse Museum, och Austrac som använde lokstallet som järnvägsverkstad. Sedan Austrac lades ned kom företaget Junee Railway Workshop att använda Junee Roundhouse som verkstad. Cirka 1997 öppnades ett nytt kafé i Junee RRR som bedrivs av ett privat företag.
Järnvägsstationen, tillsammans med Junee Roundhouse och annan järnvägsinfrastruktur i Junee, togs med på delstatens kulturskyddsregister i april 1999. Detta motiverades med att stationsområdet ansågs vara av såväl estisk som samhällsmässig betydelse.  På morgonen den 23 december 1999 stötte en container som befann sig utanför lastprofilen samman med en signalbrygga och oanvänd gångbro strax norr om stationen, varpå anläggningen demolerades. Tåget fortsatte en stund till och containern hann krocka med ytterligare en signalbrygga och även perrongen innan tåget stannade.

### Turism och upprustning (2000–idag)
Orten Junee lyfter fram dess järnvägshistoria i turismmarknadsföring. I torget vid stationen, Railway Square, anordnas det en marknad en gång om månaden, medan själva stationshuset och dess arkitektur poängteras som särskiljande i Junee. Sedan 2011 har stationen även blivit intresseföremål under den årliga återkommande festivalen Junee Rhythm 'n' Rail Festival, då veterantåg avgår från stationen. I november 2020 meddelades det att ett projekt att anpassa stationen efter funktionsnedsattas behov hade beviljats anslag. Projektet täcker även in en upprustning av stationens busshållplats och parkering och beviljades bygglov september 2021.
I samband med ett förnyande av fjärrblockeringstekniken bestämdes det att anlägga en ny trafikledningscentral. Denna inrymdes i ombyggda lokaler ovanför förra Railway Refrehsment Rooms och togs i bruk 19 juli 2003. De mekaniska ställverken fortsatte i drift fram till 2007. Under året installerades ett nytt signalsystem som fjärrstyrs från Australian Rail Track Corporations trafikledningscentral Network Control Centre South, och de två signalställverken togs därmed ur bruk. Efter att ha varit stängningshotad 2015, utökades trafikledningscentralens driftområde till att omfatta banan mellan Melbourne i Victoria och Brisbane i Queensland 2018–2019.

## Trafik och bangård

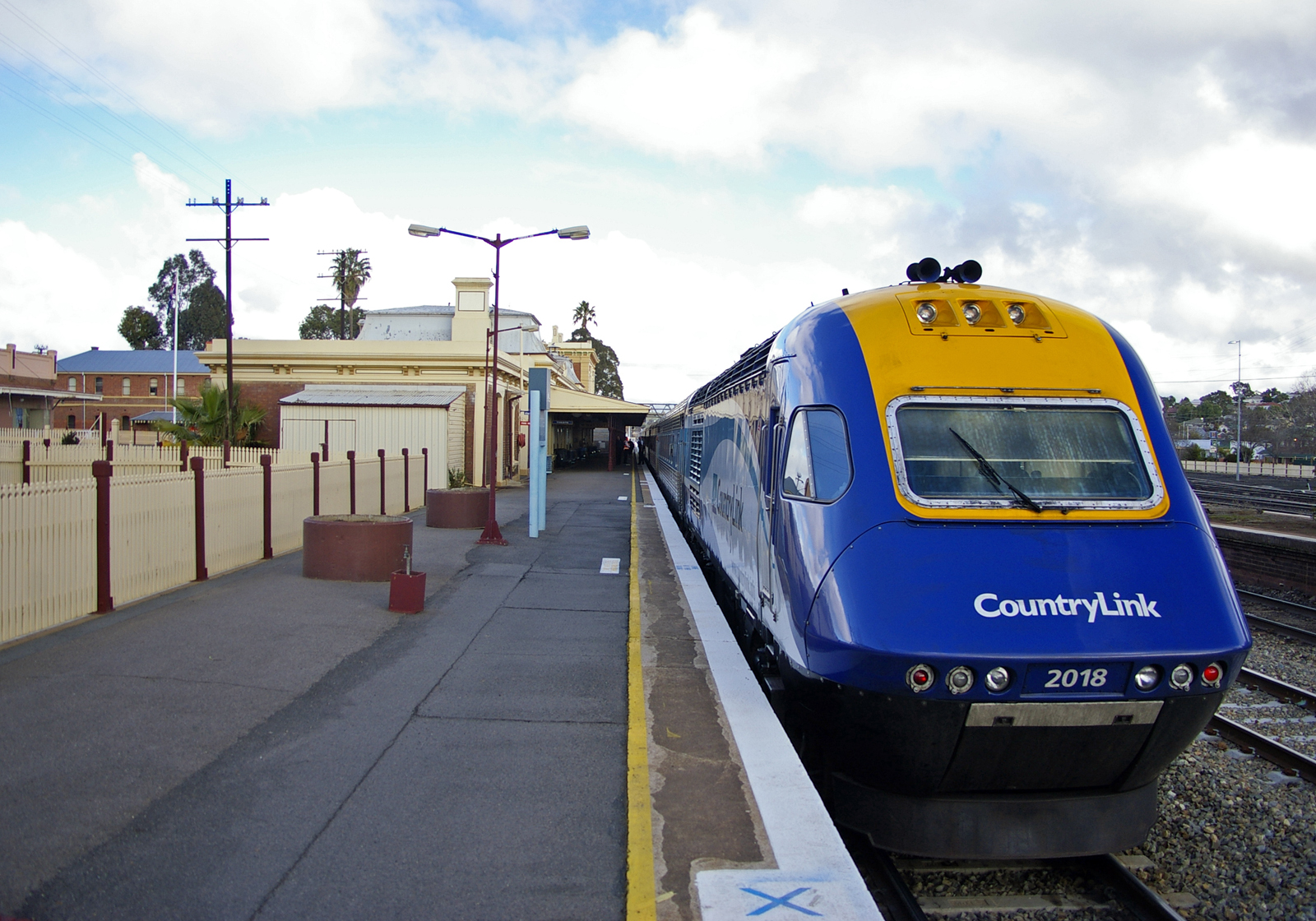
Ett Countrylinktåg mot Melbourne står vid stationen den 25 juni 2009.

Junee Railway Station ligger på New South Wales södra stambana Main Southern Railway, som sträcker sig från delstatens huvudstad Sydney till gränsstaden Albury, som ligger nära gränsen till delstaten Victoria. Vid Albury ansluter banan till Victorias North East railway line som löper mellan Albury och Victorias huvudstad Melbourne. Junee är även järnvägsknut för banan Hay Branch som sträcker sig från Junee till Hay. Anslutande till Hay Branch är järnvägar mot Griffith och Tocumwal, den sistnämnda har dock varit stängd sedan 1988.
Järnvägsstationen betjänas av tågbolaget NSW Trainlink som kör två tåg per dag i båda riktningar mellan Sydney och Melbourne. Två gånger om veckan körs det också tåg mellan Sydney och Griffith. Ett flertal godståg trafikerar också banan förbi Junee och vid Junee byter många tåg förare.
Bangården i Junee är en bevakad driftplats som sköts av Australian Rail Track Corporation och kan trafikeras av flera tågoperatörer. Bortsett från huvudspåren finns det nio sidospår med längd på mellan 310 och 388 meter. Ett antal spår i närheten av Junee Roundhouse också ingår i driftplatsen.

## Bildgalleri: Minnestavlor vid stationen

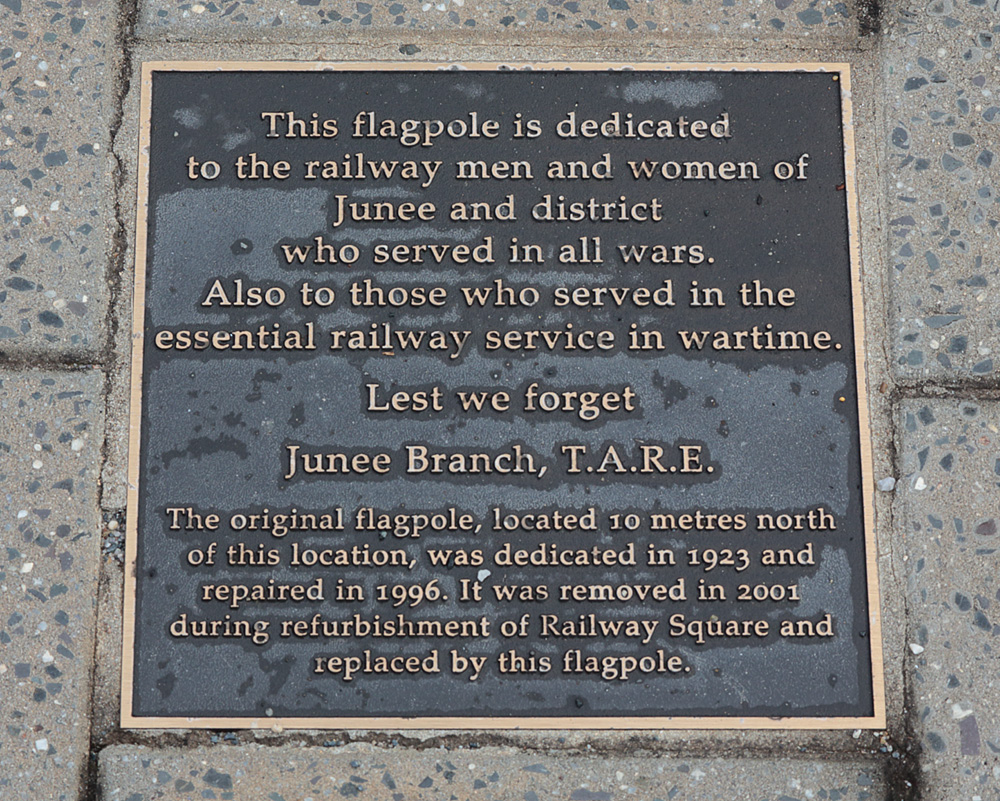
En minnestavla som berättar om flaggstången vid stationen.
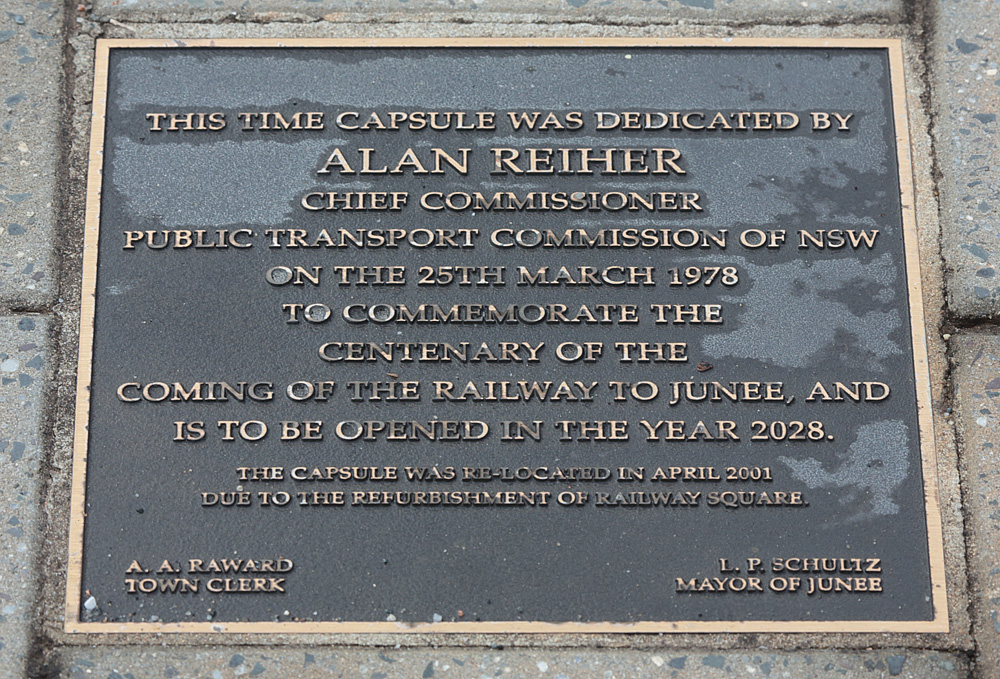
En minnestavla som berättar om tidskapseln vid stationen.
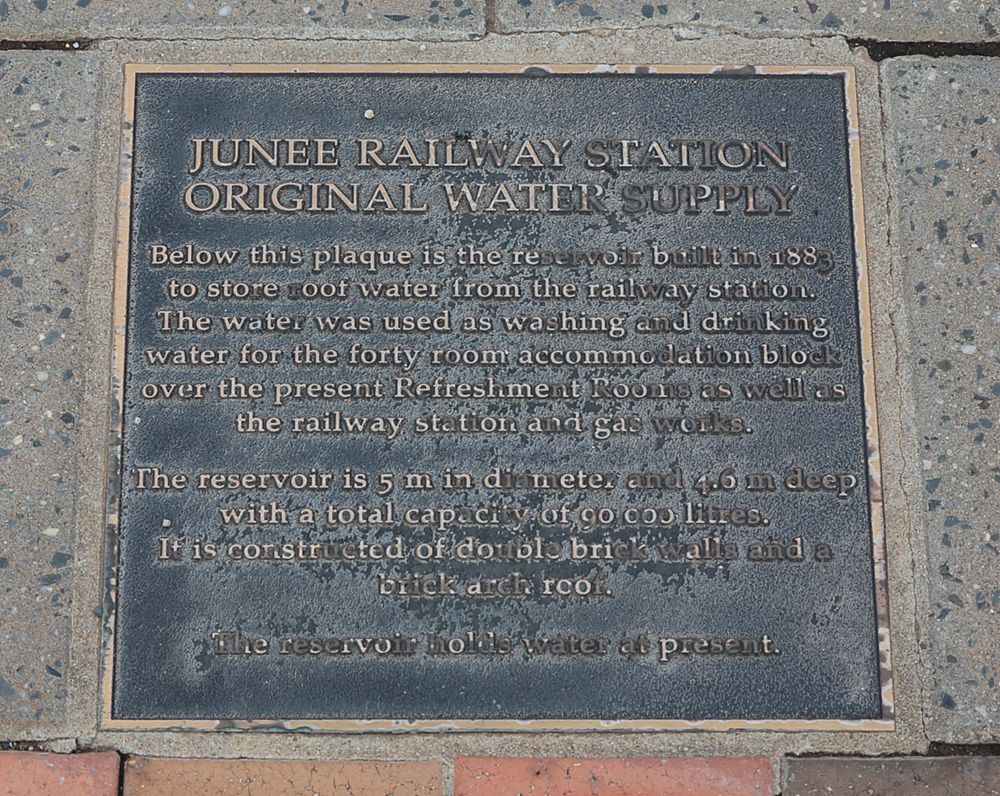
En minnestavla som berättar om vattenreservoaren vid stationen.